# Ephedra
Ephedra is een geslacht van naaktzadigen; het telt zo'n vijfenzestig soorten die voorkomen in Amerika en van het Middellandse Zeegebied tot in China. Ephedra is een geslacht in de familie Ephedraceae en in de orde Gnetales.
Een van de bekendste soorten op het Europese continent is Ephedra distachya (zeedruif). Ephedra sinica, in China ook wel Ma Huang genoemd, wordt in de traditionele Chinese geneeskunde reeds duizenden jaren gebruikt bij astma, hooikoorts en verkoudheid.

## Medicinale toepassing
De belangrijkste werkzame stoffen in Ephedra zijn efedrine en pseudo-efedrine.
Tot 2004 werden voedingssupplementen met Ephedra gebruikt als prestatieverhogend middel en als afslankmiddel. Ephedra-preparaten werden ook gebruikt door bodybuilders.
Nadat in de Verenigde Staten diverse meldingen waren binnengekomen over bijwerkingen na gebruik van efedrine bevattende voedingssupplementen, vaardigde Food and Drug Administration in januari 2004 een verbod uit op de verkoop van Ephedra-producten onder de Amerikaanse warenwet. Op 6 februari 2004 besloot in navolging daarvan ook minister Hans Hoogervorst van Volksgezondheid, Welzijn en Sport dat bereidingen van Ephedra, evenals Ephedra-alkaloïden (efedrine en pseudo-efedrine), als geneesmiddel moesten worden beschouwd. Dergelijke producten mochten daarna nog uitsluitend als geneesmiddel verhandeld worden. Inmiddels is Ephedra in alle landen binnen de Europese Unie verboden als ingrediënt van voedingssupplementen.
Misschien was Ephedra het "haoma" dat een belangrijke rol speelde in het mithraïsme, een cultus in het Romeinse Rijk, en het zoroastrisme. Ook zou het de soma kunnen zijn die uitgebreid beschreven wordt in de Rig Veda.